# Дусун-виту
Дусун-виту (индон. Bahasa Dusun Witu) — один из австронезийских языков, распространён на острове Калимантан — в о́круге Южный Барито провинции Центральный Калимантан (Индонезия).
По данным Ethnologue, количество носителей данного языка составляло 5 тыс. чел. в 2003 году.

## Диалекты
В составе языка выделяют следующие диалекты: дусун-пепас, дусун-виту. Наиболее близкими языками являются мааньян и паку.